# ТЕЦ „Сливен“
ТЕЦ „Сливен“ е топлофикационна електроцентрала в Сливен, България. Официално е собственост на жителката на Кипър Ксения Тома.
Първоначално проектирана за черни въглища от Балканбас, след спирането на техния добив централата използва обогатени лигнити, доставяни от „Брикел“, както и вносни въглища от Казахстан и Узбекистан. Капацитетът ѝ за производство на електроенергия е 30 MW, а на топлинна енергия – 116 MW.

## История
Строителството на ТЕЦ „Сливен“ започва на 28 май 1966 г. В началото на юни 1969 г. започват първите единични изпитания на спомагателните съоръжения. Официалното откриване на централата е на 28 август 1969 г. Държавната комисия по приемане на централата завършва своята работа със Заповед №42 от 27 януари 1970 г.
Първи енергиен котел е въведен в експлоатация през 1969 г., а втори – през 1970 г. Промяната на горивната база от ЦОФ – Твърдица към кафяви въглища от мина „Черно море“ налага реконструкция на втори котел през 1975 г. и на първи през 1978 г.
Пара за промишлеността е подадена през 1975 г., а след въвеждането на бойлерна уредба през 1977 г. започва топлоснабдяването с гореща вода. Централното отопление за битови нужди започва на 22.03.1979 г. с 19 бр. абонатни станции (АС) и инсталирана мощност 12,71 MWh. Към края на 1999 г. броят на топлофицираните жилища е над 15200 от 395 АС, с обща инсталирана мощност 243,46MWh.
Дължината на топлопреносните мрежи в промишлена зона е 9315 м, а в градска зона – 50997 м. В периода 1996 – 1999 г. са подменени 454 m топлопреносна мрежа от пенобетон с предварително изолирани тръби.
За нуждите на населението и промишлеността е пуснат в експлоатация през 1984 г. водогреен котел КВГМ 100, а през 1993 г. втори водогреен котел ВК100, който през 1997 г. е реконструиран за работа с природен газ и е компютъризиран.
През 1977 г. са въведени в експлоатация три броя, а през 1986 г. още един брой парни мазутни котли КМ12, които са газифицирани през 1998 г. През 1999 г. са монтирани утилизатори за използване топлоенергията на изходящите газове. Парните котли задвижват единичен синхронен генератор от 30MW до скорост 3000 об. мин.
Работниците и служителите на „Топлофикация – Сливен“ ЕАД са около 230 души.